# Copa Colsanitas 2023
Copa Colsanitas 2023 (còn được biết đến với 2023 Copa Colsanitas presentado por Zurich vì lý do tài trợ) là một giải quần vợt nữ thi đấu trên mặt sân đất nện ngoài trời. Đây là lần thứ 25 giải đấu được tổ chức và là một phần của WTA 250 trong WTA Tour 2023. Giải đấu diễn ra tại Country Club ở Bogotá, Colombia, từ ngày 3 đến ngày 9 tháng 4 năm 2023.

## Điểm và tiền thưởng

### Phân phối điểm
| Sự kiện | VĐ  | CK  | BK  | TK | Vòng 1/16 | Vòng 1/32 | Q  | Q2 | Q1 |
| Đơn     | 280 | 180 | 110 | 60 | 30        | 1         | 18 | 12 | 1  |
| Đôi     | 280 | 180 | 110 | 60 | 1         | —         | —  | —  | —  |

### Tiền thưởng
| Sự kiện | VĐ      | CK      | BK      | TK     | Vòng 1/16 | Vòng 1/32 | Q2     | Q1     |
| Đơn     | $34,228 | $20,226 | $11,276 | $6,418 | $3,920    | $2,804    | $2,075 | $1,340 |
| Đôi*    | $12,477 | $7,000  | $4,020  | $2,400 | $1,848    | —         | —      | —      |

*mỗi đội

## Nội dung đơn

### Hạt giống
| Quốc gia | Tay vợt             | Xếp hạng1 | Hạt giống |
| -------- | ------------------- | --------- | --------- |
| BEL      | Elise Mertens       | 39        | 1         |
| GER      | Tatjana Maria       | 65        | 2         |
| ESP      | Nuria Párrizas Díaz | 88        | 3         |
|          | Kamilla Rakhimova   | 92        | 4         |
| ITA      | Sara Errani         | 99        | 5         |
| BRA      | Laura Pigossi       | 102       | 6         |
| ESP      | Sara Sorribes Tormo | 106       | 7         |
| ARG      | Nadia Podoroska     | 107       | 8         |

- 1 Bảng xếp hạng vào ngày 20 tháng 3 năm 2023.[2]

### Vận động viên khác
Đặc cách:
- Emiliana Arango
- Eugenie Bouchard
- Antonia Samudio

Bảo toàn thứ hạng:
- Francesca Jones

Vượt qua vòng loại:
- Carolina Alves
- Nuria Brancaccio
- Sinja Kraus
- Natalija Stevanović
- Harmony Tan
- Rosa Vicens Mas

### Rút lui
Trước giải đấu
- Kateryna Baindl → thay thế bởi  María Carlé
- Léolia Jeanjean → thay thế bởi  Carol Zhao
- Kaja Juvan → thay thế bởi  Katrina Scott
- Eva Lys → thay thế bởi  Aliona Bolsova
- Rebecca Peterson → thay thế bởi  Despina Papamichail
- Camila Osorio → thay thế bởi  Mirjam Björklund
- Lucrezia Stefanini → thay thế bởi  Francesca Jones

## Nội dung đôi

### Hạt giống
| Quốc gia | Tay vợt             | Quốc gia | Tay vợt            | Xếp hạng1 | Hạt giống |
| -------- | ------------------- | -------- | ------------------ | --------- | --------- |
| GEO      | Natela Dzalamidze   |          | Kamilla Rakhimova  | 153       | 1         |
| USA      | Kaitlyn Christian   | USA      | Sabrina Santamaria | 168       | 2         |
| ESP      | Aliona Bolsova      | VEN      | Andrea Gámiz       | 171       | 3         |
| AUS      | Olivia Tjandramulia | TPE      | Wu Fang-hsien      | 200       | 4         |

- Bảng xếp hạng vào ngày 20 tháng 3 năm 2023.

### Vận động viên khác
Đặc cách:
- Emiliana Arango /  María Herazo González
- Irina Bara /  Sara Errani

### Rút lui
- Dalila Jakupović /  Rosalie van der Hoek → thay thế bởi  Dalila Jakupović /  Despina Papamichail

## Nhà vô địch

### Đơn
- Tatjana Maria đánh bại  Peyton Stearns 6–3, 2–6, 6–4.

### Đôi
- Irina Khromacheva /  Iryna Shymanovich đánh bại  Oksana Kalashnikova /  Katarzyna Piter 6–1, 3–6, [10–6]